# Ziegfeld Follies (film 1945)
Ziegfeld Follies è un film musicale del 1946 diviso in tredici segmenti diretti da sei registi tra cui Vincente Minnelli (5 segmenti) e George Sidney (3 segmenti). Il film vinse il Grand Prix du Festival International du Film al 2º Festival di Cannes come miglior film musicale.